# Unix International
Unix International (UI) — организация, созданная в 1988 для продвижения открытых стандартов, в особенности операционных систем Unix. Её наиболее известными членами были AT&T и Sun Microsystems. Она была создана в ответ на создание Open Software Foundation (OSF). Таким образом, UI и OSF представляли две стороны в Войнах Unix конца 1980-х — начала 1990-х.
В мае 1993, основные члены UI и OSF объявили о создании Common Open Software Environment (COSE). В марте 1994, UI и OSF слились, образовав «новую OSF», которая после слияния с X/Open в 1996 образовала The Open Group.